# John Graunt
John Graunt, född 24 april 1620 i London, död där 18 april 1674, var en engelsk statistiker.
Graunt ägnade sig först åt handel, blev sedermera kommissarie i Londons vattenledningsverk och major i milisen. 
Hans arbete Natural and Political Observations upon the Bills of Mortality, Chiefly with Reference to the Government, Religion, Trade, Growth, Air, Diseases etc. of the City of London (1662; flera upplagor) bygger på Londons födelse- och dödslistor från och med 1603. I den framläggs för första gången flera iakttagelser, som sedermera spelade en viktig roll inom befolkningsstatistiken, såsom om könens numeriska jämvikt inom den levande befolkningen, mankönets övervikt bland de födda, stadsbefolkningens tillväxt genom inflyttningar och så vidare. 
Boken föranledde författarens inval i Royal Society. Hans undersökningar fortsattes efter hans död av William Petty och kan anses som vägröjande för den moderna befolkningsstatistiken.

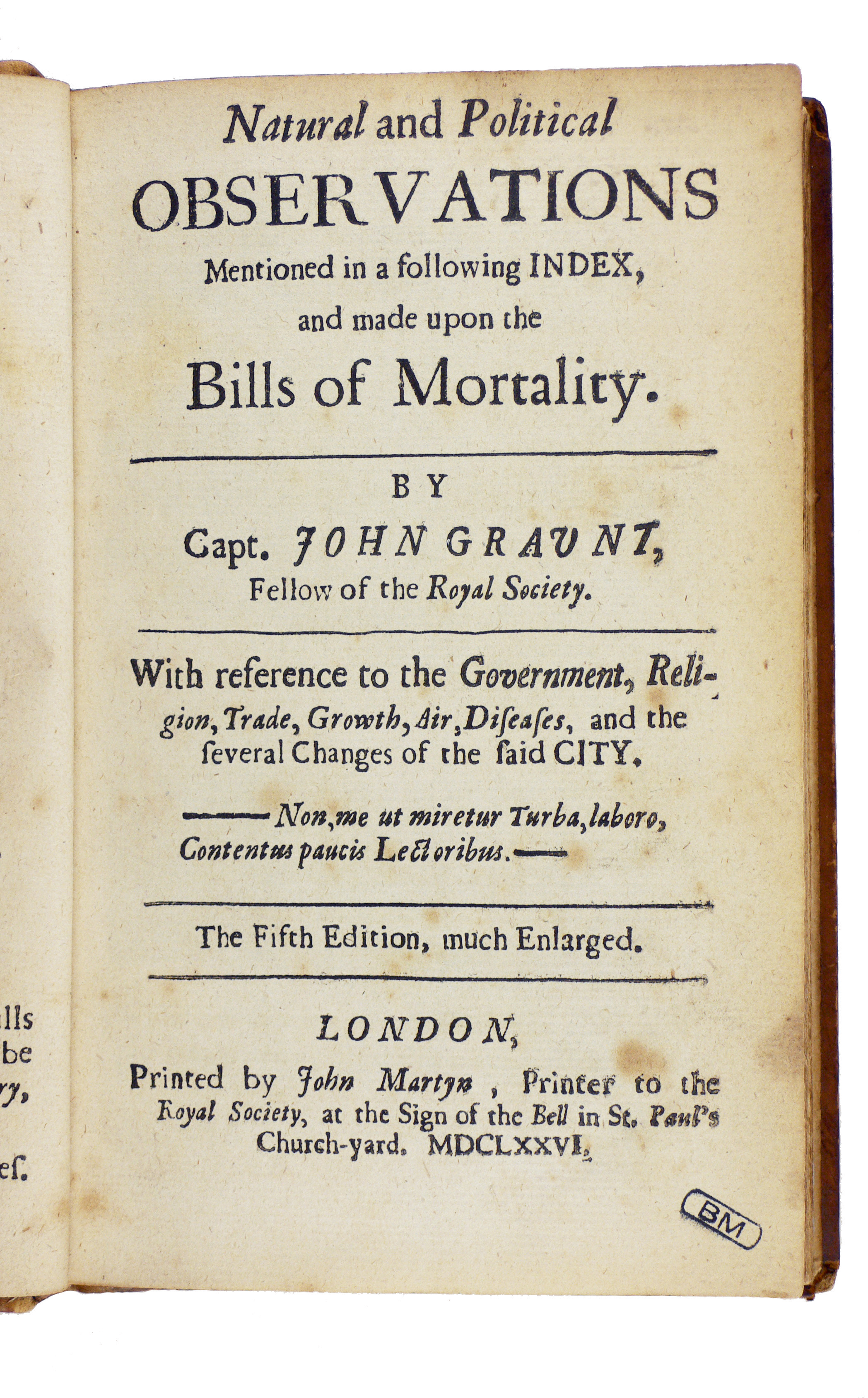
Bills of Mortality, 1676.

Vissa anser John Graunt vara den första engelsman att kalkylera empiriska sannolikheter för en skala. Graunts betydelse både som statistiker och "empirisk probabilist" ligger i hans försök att uppskatta populationen som riskerar att drabbas av olika sjukdomar på det sätt han gör i "Bills of Mortality". Graunt hade ingen fast uppskattning av riskpopulationen och kunde trots avsevärda ansträngningar inte lösa detta problem fullt ut. Faktiskt löstes inte problemet han kämpade med förrän under 1800-talet då regelbunden folkräkning etablerades. Med konsekvensen att John Graunts insats bör omnämnas i samband med sannolikhetslära och framför allt epidemiologi.